# Brian Hurtt
Brian Hurtt é um desenhista de histórias em quadrinhos americanas. Ao lado do colorista Bill Crabtree, ilustra desde 2010 a série The Sixth Gun, escrita por Cullen Bunn e publicada pela Oni Press.